# Аварія на шахті імені Карла Маркса в Єнакієвому
Вибух на шахті ім. Карла Маркса в смт Карло-Марксове (Єнакієвська міськрада, Донецька область) — одна з найбільших аварій на вугільних підприємствах в Україні — стався 8 червня 2008 року на глибині близько 533 метрів.

## Перебіг аварії
8 червня 2008 року, о 4 годині 30 хвилин ранку, на шахті імені Карла Маркса в смт Карло-Марксове (Єнакієвська міськрада Донецької області) стався раптовий підземний вибух. Потужність вибуху була такою, що вогонь з кілометрової глибини вирвався на поверхню і знищив будівлю над стовбуром шахти. Це підприємство якраз небезпечне щодо раптових викидів вугілля, газу і вибуховості вугільного пилу. У зоні дії катастрофи опинилося 42 шахтарі, доля 37 із них, що опинилися в пастці під землею в момент обвалення на глибині 1006 метрів попервах була невідомою. Тоді ж, на світанку, постраждали і 5 гірників, які працювали на поверхні копальні над стволом із підйому шахтарів № 2. Вони отримали опіки та інші поранення. Почалася пожежа надшахтної будови.
Під час вибуху було пошкоджено обладнання у двох стволах і телефонний підземний зв'язок. Постраждали комунікації.

## Рятувальні роботи
Рятувальні команди були відправлені вниз через вентиляційні стовбури, оскільки головні стовбури були заблоковані через вибух; два шахтарі було врятовано через деякий час після вибуху. Одне тіло було знайдено в уламках. 9 червня було оголошено, що ще 22 шахтарі, що чекали порятунку понад 30 годин, було врятовано, в той час, як ще 13 залишалися під землею. 10 червня офіційні джерела оголосили, що шанси на порятунок 12 шахтарів малі, тому що 9 з них перебували в кліті, коли стався вибух, який обрушив її вниз. Ще три шахтарі перебували на глибині 1000 метрів під землею, де концентрація метану після вибуху досягла небезпечних значень. Офіційні особи також були стурбовані можливістю затоплення шахти. Понад 30 метрів шахти були заповнені водою.

## Наслідки аварії
У результаті аварії 24 шахтарів вдалося врятувати. 13 гірників загинули. При чому, одними із перших — дев'ятеро підземних робітників, які попереджені про небезпеку, підіймалися в кліті. Їх наздогнав надпотужний вибух, який обірвав кліть і зруйнував надшахтні будови. Вибух призвів до повного руйнування комплексу надшахтної споруди клітьового ствола, пошкодження копра, руйнації всіх високовольтних кабельних вводів, котрі подають електроенергію в шахту, пошкодження повітряних та водовідливних трубопроводів, виводу з ладу чотирьох центральних водовідливних комплексів, обвалу гірських порід.

## Причини аварії
За інформацією офіційних джерел, обвалення шахти було викликано вибухом дегазаційного трубопроводу.
Органи нагляду повідомляють, що видобуток здійснювався всупереч приписам, оскільки шахта Карла Маркса була однією з 23 вугільних шахт в країні, що були закриті за порушення техніки безпеки; тому робітники в шахті повинні були лише перевіряти й усувати виявлені порушення техніки безпеки в шахті. Аудіоплівки доводять, що шахтарі в цей день добували вугілля, порушуючи заборону.
Президент України Віктор Ющенко пов'язував вибух газу та обвалення шахти з нездатністю уряду України застосовувати адекватні заходи та з застарілим обладнанням на шахтах в країні.

## Відбудова шахти
Для відбудовних заходів на шахті, Уряд держави виділив 27 мільйонів гривень. Ще 51,5 мільйона гривень на це затрачено кошти державного підприємства «Орджонікідзевугілля», до складу якого входить відновлена копальня імені Карла Маркса.
5 вересня 2009 р. шахта була запущена. Це, як стверджують фахівці, єдиний у практиці вуглевидобутку випадок, коли після такої масштабної підземної катастрофи, за неповних 15 місяців, було ліквідовано наслідки аварії, шахту підготовлено до промислового видобутку вугілля. 